# Марія Логореці
Марія Логореці (при народженні Чурчія) (алб. Marie Logoreci *23 вересня, 1920-19 червня 1988) — албанська акторка театру і кіно. Народна артистка Албанії.

## Вибіркова фільмографія
- Великий воїн Албанії Скандербег (1953)
- Великий воїн Скандербег (1953)
- Її діти (1957)
- Тана (1958)
- Спеціальне призначення (1963)
- Наша земля (1964)
- Узбережжя (1966)
- Партизанський загін (1969)
- Операція "Пожежа" (1973)
- Генерал мертвої армії, телебачення (1976)
- З темряви (1978)
- Мій весільний тост (1978)
- Мала ескадра (1979)

| Прапор Албанії | Це незавершена стаття про Албанію. Ви можете допомогти проєкту, виправивши або дописавши її. |